# Laestrygones minutissimus
Laestrygones minutissimus is een spinnensoort in de taxonomische indeling van de Desidae.
Het dier behoort tot het geslacht Laestrygones. De wetenschappelijke naam van de soort werd voor het eerst geldig gepubliceerd in 1909 door Hogg.